# Ronnie Ball
Ronald „Ronnie“ Ball (* 22. Dezember 1927 in Birmingham, England; † 1984 in New York City) war ein britischer Jazz-Pianist des Cool Jazz. Er spielte mit Lennie Tristano, Art Pepper und Lee Konitz.

## Leben und Wirken
Mit fünfzehn Jahren spielte Ronnie Ball in lokalen Bands und ging 1948 nach London. Nach der Zusammenarbeit und Plattenaufnahmen mit verschiedenen englischen Jazzgruppen, u. a. bei Tony Kinsey, Ronnie Scott und Victor Feldman, spielte Ball auf den Ozean-Linern der Cunard-Reederei zwischen Southampton und New York. Er zog dann 1952 in die USA, studierte bei dem Cool-Jazz-Wegbereiter Lennie Tristano und spielte mit Chuck Wayne 1952 und Lee Konitz 1953–55. Danach ging Ball nach Kalifornien und spielte dort 1956–57 mit Lee Konitz, Warne Marsh und Art Pepper; 1956 mit Kai Winding/J. J. Johnson. 1957 hatte Ronnie Ball auch ein eigenes Trio mit Red Mitchell und Dennis Budimir. Danach arbeitete er mit Buddy Rich und 1958 mit Kai Winding 1958, ab Ende 1958 in Gene Krupas Quartett, mit dem er 1959 auch nach Europa kam. Außerdem hat Ball mit Ted Brown und unter eigenem Namen (1955) Platten eingespielt. Anfang der 1960er Jahre spielte er noch bei Aufnahmen mit der Jazzsängerin Chris Connor, danach zuweilen im Rahmen des Haustrios des Londoner Studio 51. Ab den späten 60er Jahren gab er das Livespiel ganz auf und vervollständigte ausschließlich Transkriptionen für einen Musikverleger.

## Diskografische Hinweise
Alben mit Spike Robinson
- Prez Sez (1956)
- Circus Season (1956)

mit Lee Konitz
- Spike’s Delight (1951)
- Lee Konitz at Storyille (1954)
- Ronnie’s Tune (1955)

mit Art Pepper
- What’s New (1956)
- Free Wheeling (1956)
- The Way It Was! (1956)